# Tsimshian
Tsimshian (Chimmesyan, Skeena Indijanci).- Indijanski narod, odnosno grupa plemena (galts'its'ap) porodice Chimmesyan, nastanjenih duž donjeg toka rijeke Skeena i obližnje pacifičke obale u kanadskoj provinciji Britanska Kolumbija. Tsimshiani su najsrodniji plemenima Niska i Gitksan s kojima čine jezičnu porodicu Chimmesyan, i dalje preko nje ulaze u sastav Velike porodice Penutian. 

## Ime
Ime Tsimshian označava 'narod s rijeke Skeena', odnosno "people of Skeena River". Engleski naziv  'Skeena Indians'  prijevod je riječi Tsimshian. Kod svojih susjeda Indijanaca Masset Haida nazivani su Kilat, kod Skidegate Haida Kilgat, i kod Heiltsuk Indijanaca Kwe'tEla. Ime Ts'otsqE'n dali su im sjeverniji susjedi Tlingit Indijanci.

## Plemena
Swanton navodi plemena Tsimshiana od kojih većina živi kod Metlakatle, to su:
- Kilutsai, kod Metlakatle.
- Kinagingeeg, kod Metlakatle.
- Kinuhtoiah, kod Metlakatle.
- Kishpachlaots, u Metlakatli.
- Kitkahta, na Douglas Channelu
- Kitkatla, na Porcher Islandu
- Kitlani, blizu Metlakatle.
- Kitsalthlal, između rijeka Nass i Skeena.
- Kittizoo, na južnoj strani Swindle Islanda
- Kitunto, blizu ušća rijeke Skeena.
- Kitwilgioks, ib.
- Kitwilksheba, blizu Metlakatle i ušća rijeke Skeena.
- Kitzeesh, blizu Metlakatle.
- Kitzilas, rijeka Skeena
- Kitzimgaylum

Starim Tsimshian gradovima treba pridodati i današnja suvremena naselja New Kitzilas, Metlakatla (New i Old), Port Essington i Port Simpson.
Danas su Tsimshiani organizirani po plemenima Kitselas, Kitsumkalum, Metlakatla, Lax Kw'alaams, Kitkatla (Gitxaala), Gitga'at (Hartley Bay) i Kitasoo (Klemtu), koja čine čine Tsimshian Tribal Council.

## Povijest
Povijest Cimšijana u ovom području stara je više tisuća godina, a njihovo brojno stanje (1700) je iznosilo oko 8,500. Njihov prvi kontakt s bijelcima zbio se još možda sa starim španjolskim navigatorima, no točan datum i kada se zbio nije poznat. Do bližih kontakata dolazi svakako utemeljenjem Fort Simpsona, kojeg su podigli ljudi poznate kompanije Hudson Bay (1831) i Fort Essingtona (1835), a nakon čega će stići i rudari i kopači zlata tijekom velike navale na Klondike koju je izazvala zlatna groznica. Godine 1857. William Duncan utemeljuje misiju u cimšijanskom selu Metlakahtta 15 milja (24 km) južno od Port Simpsona. Godine 1887. izgrađeno je novo naselje na otoku Annette u Aljaski, New Metlakahtta ili Port Chester na koji se preselilo i pleme Tsimshian. Od nekih 10,000 Tsimshiana oko 1,300 ih (2004.) živi na Aljaski a ostali u Britanskoj Kolumbiji. 

## Etnografija
Tsimshian kultura pripada Sjeverozapadnoj obali, a ovaj kraj oni nastanjuju više tisuća godina. Ekonomija im se temelji na ribolovu i imaju razvijeno drvorezbarstvo, uključujući izradu visokih [totemski stupovi|totemskih stupova] i gradnju drvenih kuća. Cijelo područje Sjeverozapadne obale Kanade kojoj pripadaju i ostale grupe Chimmesyan plemena, to su Niska i Gitksan, važno je naglasiti, na potpunu odsutnost od poljoprivrede. Plemena Tsimshiana naseljavali su donji tok rijeke Skeena, dok su Gitksani živjeli na gornjem toku, i posjedovali su svaki svoja ribolovna područja. Preko ljeta žene Cimšijana sakupljale bi voće, bobice i divlje korijenje, dok su muškarci u planinama lovili medvjede i divlje koze i ribarili na pučini, napose škrpinu i sleđa, kao i tuljane uz morsku obalu. Najvažniji ulov svakako je bio losos, a život plemena upravo je obilježavao složeni ritam riječnog ribolova. Lososa su Cimšijani dimili i čuvali za zimu, a konzervirali su i bobice. Krizni periodi dolazili bi pred kraj zime, kada bi selima zavladala glad, i tada se spas tražio u dolasku ribe-svijeće koja se mrijesti početkom ožujka u rijeci Nass, uz koju putuje oko šest tjedana. Pojava ribe-svijeće tjerala je cjelokupnu Cimšijan-zajednicu na seobu sa Skeene na područje Nassa, koje se odvijalo u čamcima. Period ribolova na ribu svijeću trajao je od 15 veljače pa do 15 ožujka i nazivan je 'obrok ribe-svijeće', od koje su kuhanjem dobivali ulje (eulachon), glavni izvor masnoće
Društvo Cimšijana bilo je organizirano u 4 matrilinearna lokalizirana klana, strogo egzogamna, s vlastitim ribarskim i lovačkim područjima i vlastitim selima. Svako stalno selo bilo je sjedište područja jednog poglavice. Društveno se ustrojstvo zasnivalo i na više-manje strogom hijerarhijskom poretku, nasljednom na obje strane. Svaki je pojedinac mogao sklapati brak u skladu sa svojim rangom, s osobom od jedne od tri kategorija, a to su bile 'prave osobe' ili plemstvo (vladajuće obitelji), 'malo plemstvo' i 'puk'. 
Tradicionalno su matrilinearne kuće Cimšijana grupirane u klanove Laxsgiik (Eagle), Ganhada (Raven), Gispwudwada (Killerwhale) i Laxgybuu (Wolf)
Potlač (potlatch) je najvažnija institucija raširena među plemenima Sjeverozapadne obale, i ona je toliko značajna da se moraju spomenuti ostale grupe koje su je poznavale. Potlač je obveza koja se mora izvršiti da bi se sačuvala čast i obraz. To su svetkovine trošenja unutar jedne zajednice, ali i međuplemenske jer su potlačom 'vodile ratove' i plemena protiv plemena. Potlač je bio raširen među Tsimshian Indijancima, kao i nadalje među plemenima grupe Kwakiutl, Tlingit, Haida, Nootka i kod nekih Salishan plemena s obale. Marcel Mauss smatra da bi trebalo ispititati i plemena južnog područja Sjeverozapadne obale.

## Vanjske poveznice
- The Tsimshian  Arhivirana inačica izvorne stranice od 30. svibnja 2007. (Wayback Machine)
- Tsimshian Indians of Canada